# Christian Fetzer
Christian Fetzer (* 11. Januar 1984 in Giengen an der Brenz) ist ein deutscher Ringer. Er war Vize-Europameister 2005 im griechisch-römischen Stil im Leichtgewicht.

## Werdegang
Christian Fetzer begann im Alter von sechs Jahren 1990 beim TSV Herbrechtingen mit dem Ringen. Er stammt aus einer Ringerfamilie. Vater Walter Fetzer rang ebenfalls beim TSV Herbrechtingen in der 2. Bundesliga und beim KSV Aalen in der 1. Bundesliga. Im Laufe seiner Karriere, die sehr erfolgreich wurde, hatte er eine Vielzahl von Trainern: Angefangen von seinen Jugendtrainern um Werner Beck, Walter Fetzer, dann im Olympiastützpunkt Anton Nuding und später im Verein Hans Fischer und Bernd Biller. Am Olympiastützpunkt in Saarbrücken wurde er drei Jahre lang von Frank Hartmann trainiert. Seine Bundestrainer waren bzw. sind Günter Reichelt und Maik Bullmann. Zu seinem Betreuerteam gehört auch der Ernährungswissenschaftler Wolfgang Feil, der ihn insbesondere im Bereich Gewichtsmanagement nahrstoffmedizinisch berät. Er ringt ausschließlich im griechisch-römischen Stil. Nach seiner Zeit in Herbrechtingen rang er auch noch für den ASV Hüttigweiler und dem SV Germania Weingarten in der 1. Bundesliga. Jetzt (2009) kehrte er aber wieder zum TSV Herbrechtingen zurück, für den er bei Einzelmeisterschaften startet. In der Bundesliga steht er nun beim KSV Aalen 05 e. V. unter Vertrag.
Christian Fetzer erlernte den Beruf eines Verwaltungsangestellten. Seit 2006 studiert er an der Deutschen Hochschule für Prävention und Gesundheitsmanagement in Saarbrücken den Studiengang Fitneßökonomie. Daneben betreibt er die Sportnahrungs- und Bekleidungsfirma „Sport-Fetzer“.
1999 gelang Christian Fetzer im Juniorenbereich in der sog. B-Jugend (international „Cadets“) mit dem 3. Platz in der Gewichtsklasse bis 50 kg Körpergewicht der erste Medaillengewinn bei einer deutschen Meisterschaft. Im Jahre 2002 gewann er bei der deutschen Meisterschaft der sog. A-Jugend (international „Juniors“) in der Gewichtsklasse bis 63 kg Körpergewicht mit dem 3. Platz seine nächste Medaille bei einer deutschen Meisterschaft. Sieger wurde dabei Marcus Thätner aus Frankfurt (Oder), mit dem er sich in den folgenden Jahren noch harte Kämpfe um die Vormachtstellung in Deutschland im Leichtgewicht liefern sollte.
Im Jahre 2003 startete Christian Fetzer erstmals bei einer deutschen Meisterschaft der Senioren, musste sich dabei aber im Leichtgewicht mit einem 6. Platz zufriedengeben. In diesem Jahre wurde er, wegen des starken Abschneidens beim Brandenburg-Cup in Frankfurt (Oder), auch bei der Junioren-Weltmeisterschaft in Istanbul im Leichtgewicht eingesetzt. Nach einem Sieg über den Spanier Ismael Navarro Sanchez musste er wegen einer Niederlage gegen den US-Amerikaner Justin Harry Lester nach der 2. Runde ausscheiden und kam auf den 19. Platz.
Im Jahre 2004 zeigte sich Christian Fetzer weiter verbessert und wurde deutscher Juniorenmeister im Leichtgewicht vor Ilyas Özdemir aus Marten und Reinhold Kratz aus Ketsch. Bei den deutschen Meisterschaften der Senioren erreichte er hinter Eduard Kratz aus Freiburg im Breisgau und vor Ismail Baygus aus Köllerbach im Leichtgewicht einen hervorragenden 2. Platz. In diesem Jahr gelang ihm dann auch auf der internationalen Ringermatte sein erster Medaillengewinn. Er belegte bei der Junioren-Europameisterschaft in Murska Sobota im Leichtgewicht mit vier Siegen und einer Niederlage im Halbfinale gegen Emilian Todorow aus Bulgarien den 3. Platz.
Im Jahre 2005 belegte Christian Fetzer bei der deutschen Meisterschaft im Leichtgewicht hinter Marcus Thätner und Ismail Baygus den 3. Platz. Es gelang ihm aber in den folgenden Wochen die Trainer des Deutschen Ringerbundes von seinen Fortschritten zu überzeugen, so dass er bei der Europameisterschaft in Warna im Leichtgewicht eingesetzt wurde. In Warna stellte er sich in einer hervorragenden Form vor und besiegte Davor Štefanek aus Serbien, Muchran Machutadse aus Georgien, Sergei Kowalenko aus Russland und den Ex-Weltmeister Jimmy Samuelsson aus Schweden und stand damit im Endkampf gegen Nikolai Gergow aus Bulgarien. Diesem routinierten Ringer war er nicht ganz gewachsen und unterlag nach Punkten. Der Lohn für seine ausgezeichneten Leistungen bei diesem Turnier war die EM-Silbermedaille.
2006 startete Christian Fetzer beim Großen Preis von Spanien in Madrid. Dabei zog er sich nach einem siegreichen Kampf gegen den Dänen Jörgensen im Kampf gegen den Russen Demjenko eine weitere Verletzung zu, die sich als sehr langwierig zeigen sollte und ihm praktisch die Saisons 2006 und 2007 kostete. 2007 startete er zwar, kaum wiederhergestellt, bei der deutschen Meisterschaft, verlor aber dort wegen seines gewaltigen Trainingsrückstandes seinen ersten Kampf gegen Florian Hassler aus Hausen-Zell und landete auf dem 16. Platz.
Im Jahre 2008 kam er bei der deutschen Meisterschaft hinter Marcus Thätner schon wieder auf den 2. Platz. Er bekam dann auch die Chance, sich bei einem Qualifikationsturnier in Rom für die Olympischen Spiele zu qualifizieren, konnte sich dort aber nicht durchsetzen und kam nur auf den 23. Platz.
Im Jahre 2009 wurde Christian Fetzer erstmals deutscher Meister im Leichtgewicht vor Marcus Thätner und Heinz Marnette vom VfK Schifferstadt. Auch bei der Europameisterschaft 2009 in Vilnius zeigte er aufsteigende Form. Er gewann dort über Nikolai Sawtschenko aus der Ukraine, unterlag gegen Ambako Watschadse aus Russland, siegte über Pascal Strebel aus der Schweiz und verlor gegen Farid Mansurow aus Aserbaidschan, womit er den 9. Platz belegte.
2010 wurde er noch einmal deutscher Meister im Leichtgewicht vor Frank Stäbler vom TSV Musberg und Marcus Thätner. Er war dann auch bei der Weltmeisterschaft dieses Jahres in Moskau am Start. Er verlor dort aber gegen Ambako Watschadse, der Weltmeister wurde und gegen Daniel Janecis aus Kroatien und kam nur auf den 22. Platz.
In den Jahren 2011 und 2012 wurde er jeweils deutscher Vizemeister, 2011 hinter Marcus Thätner und 2012 hinter Matthias Maasch vom SV Burghausen.

## Internationale Erfolge
| Jahr | Platz | Wettbewerb                                | Gewichtsklasse | |
| 2003 | 1.    | Jun.-Turnier in Le Bouscat/Frankreich     | Leicht         | mit Siegen über Eddouh, Frankreich, Marcus Thätner, Deutschland, Lawson, USA und Kristensen, Dänemark                                                                                             |
| 2003 | 3.    | Jun.-Turnier in Pitești/Rumänien          | Leicht         | mit Siegen über Ayarata, Türkei, Rostic, Jugoslawien und Zgardan, Moldawien und Niederlagen gegen Goran, Jugoslawien und Ambako Watschadse, Russland                                              |
| 2003 | 19.   | Junioren-WM in Istanbul                   | Leicht         | mit einem Sieg über Ismael Navarro Sanchez, Spanien und einer Niederlage gegen Justin Harry Lester, USA                                                                                           |
| 2004 | 10.   | Großer Preis von Deutschland in Dortmund  | Leicht         | Sieger: Maxim Semenjow, Russland vor Juri Kaliaschnow, Belarus |
| 2004 | 3.    | Junioren-EM in Murska Sobota              | Leicht         | mit Siegen über Orhan Alijew, Aserbaidschan, Alexei Scholin, Litauen und Karel Hanak, Tschechien, einer Niederlage gegen Emilian Todorow, Bulgarien und einem Sieg über Krzysztof Kowalski, Polen |
| 2005 | 2.    | EM in Warna                               | Leicht         | mit Siegen über Davor Štefanek, Serbien, Muchran Machutadse, Georgien, Sergei Kowalenko, Russland und Jimmy Samuelsson, Schweden und einer Niederlage gegen Nikolai Gergow, Bulgarien             |
| 2006 | 7.    | Großer Preis von Spanien in Madrid        | Leicht         | mit einem Sieg über Jörgensen, Dänemark, danach Aufgabe wegen einer Verletzung im Kampf gegen Demjenko, Russland                                                                                  |
| 2008 | 23.   | Olympia-Qualif.-Turnier in Rom            | Leicht         | Sieger: Sergei Kowalenko vor Ali Mohammadi, Iran und Kanatbek Begalijew, Kirgisistan |
| 2009 | 1.    | Oslo-Open                                 | Leicht         | mit Siegen über Oleg Zoina, Russland, Robin Larsson, Schweden und Rawil Galejew, Russland |
| 2009 | 9.    | EM in Vilnius                             | Leicht         | mit Sieg über Mykola Sawtschenko, Ukraine, Niederlage gegen Ambako Watschadse, Sieg über Pascal Strebel, Schweiz und Niederlage gegen Farid Mansurow, Aserbaidschan                               |
| 2009 | 1.    | Intern. Turnier in Pitești                | Leicht         | mit Siegen über Jakob Curby, USA, Nicolae Cercel, Rumänien, Artem Kudyk, Ukraine, Ismael Navarro, Spanien u. Faruk Sahin, USA                                                                     |
| 2010 | 5.    | Großer Preis von Deutschland in Dortmund  | Leicht         | hinter Islambek Albijew, Russland, Tamas Lörincz, Ungarn, Tomasz Swierk, Polen und Mathias Günther, Schweden                                                                                      |
| 2010 | 22.   | WM in Moskau                              | Leicht         | nach Niederlagen gegen Ambako Watschadse und Daniel Janecic, Kroatien |
| 2011 | 15.   | "Wladislaw-Pytlasinski"-Memorial in Radom | Leicht         | Sieger: Ambako Watschadse vor Achiko Turmanidse, Georgien und Kanatbek Begalijew, Kirgisistan |

## Deutsche Meisterschaften
| Jahr | Platz | Gewichtsklasse | |
| 2003 | 6.    | Leicht         | Sieger: Ismail Baygus, KSV Köllerbach vor Eduard Kratz, Freiburg im Breisgau                             |
| 2004 | 2.    | Leicht         | hinter Eduard Kratz, vor Ismail Baygus                                                                   |
| 2005 | 3.    | Leicht         | hinter Marcus Thätner, RSV Hansa Frankfurt (Oder) und Ismail Baygus                                      |
| 2007 | 16.   | Leicht         | Sieger: Marcus Thätner vor Matthias Maasch, SV Burghausen                                                |
| 2008 | 2.    | Leicht         | hinter Marcus Thätner, vor Ismail Baygus                                                                 |
| 2009 | 1.    | Leicht         | vor Marcus Thätner, Heinz Marnette, VfK Schifferstadt und Matthias Maasch                                |
| 2010 | 1.    | Leicht         | vor Frank Stäbler und Marcus Thätner                                                                     |
| 2011 | 2.    | Leicht         | hinter Marcus Thätner und vor Frank Stäbler                                                              |
| 2012 | 2.    | Leicht         | hinter Matthias Maasch, vor Florian Hassler, RG Hausen-Zell und Marc Wentzke, RSV Hansa Frankfurt (Oder) |

## Erläuterungen
- alle Wettkämpfe im griechisch-römischen Stil
- WM = Weltmeisterschaft, EM = Europameisterschaft